# فیمسا
فیمسا (به اسپانیایی: FEMSA) شرکت نوشیدنی مکزیکی است، که بزرگترین شرکت تولید نوشیدنی در آمریکای لاتین می‌باشد، همچنین به‌عنوان بزرگترین نمایندگی تولید و فروش محصولات کوکاکولا در جهان شناخته می‌شود.
شرکت فیمسا در سال ۱۸۹۰ توسط ایزاک گارزا، فرانچسکو موگوئرزا و خوزه ماریا اشنایدر تأسیس شد و در حال حاضر دارای عملیات در کشورهای آرژانتین، برزیل، گواتمالا، ونزوئلا، کاستاریکا، نیکاراگوئه، پاناما و شیلی می‌باشد.
دفتر مرکزی این شرکت در شهر مونتری، مکزیک قرار دارد و بخشی از سهام آن در بازارهای بورس نیویورک و بورس اوراق بهادار مکزیک معامله می‌شود. این شرکت هم‌اکنون مالک شرکت اوکسو است که دارای بزرگترین شبکه فروشگاه‌های زنجیره‌ای خرده‌فروشی آمریکای لاتین می‌باشد.